# علی‌محمدخان نظام‌الدوله
علی‌محمدخان نظام‌الدوله (زاده ۱۲۲۲ قمری – درگذشته ۱۲۷۰ قمری در نجف) از بزرگان و علمای دوره قاجار بود.
پدرش عبدالله خان امین‌الدوله صدراعظم فتحعلی‌شاه و مادرش از ایل بختیاری بود. علی‌محمدخان در اصفهان و تهران تحصیل نمود. در ابتدای جوانی به لقب نظام‌الدوله که درگذشته لقب پدربزرگش محمدحسین صدر اصفهانی بود، سرفراز شد. پدرش، شمس‌الدوله دختر فتحعلی‌شاه قاجار را برای او خواستگاری کرد. پس از ازدواج فتحعلی‌شاه حکومت کاشان را به او سپرد. پس از چندی کدورتی بین او و عباس میرزا، ولیعهد فتحعلی‌شاه، پیش آمد. با آنکه نظام‌الدوله داماد شاه بود و در میان درباریان مقامی ارجمند داشت، از جان خود بیم‌ناک شد و شبانه به همراه پنجاه سوار بختیاری از کاشان گریخت و همسر شانزده ساله‌ی خود را نیز لباس مردانه پوشانده و به همراه خود برد و از بی‌راهه به نجف رفت. در آنجا به تحصیل پرداخت و در فقه، اصول، علم حدیث، علم رجال و علوم ادبی و ریاضیات مهارت یافت و به مقام اجتهاد رسید. تالیفات او را بالغ بر هجده مجلد دانسته‌اند.
آثار و خیرات بسیاری از نظام‌الدوله برجای مانده است. احکام شرعی او در دوران حیاتش در تمام عربستان جاری و معتبر بود.
بی‌بی‌شمس‌الملوک، دختر نظام‌الدوله و شمس‌الدوله با آقاخان دوم (علی‌شاه) ازدواج کرد و مادر آقاخان سوم بود.